# كارمن أرغنزينو
كارمن أرغنزينو (بالإنجليزية: Carmen Argenziano)‏ مواليد 27 أكتوبر 1943 في بنسيلفانيا، الولايات المتحدة، هو ممثل أمريكي بدأ مسيرته الفنية عام 1970.

## الأعمال
- الأثر المفاجئ
- المتهم
- ستارغيت إس جي 1
- بلو ستريك
- رحل في ستين ثانية
- سمكة السيف
- 24
- هاوس
- كريمنال مايندز
- كاسل

## روابط خارجية
- كارمن أرغنزينو على موقع IMDb (الإنجليزية)
- كارمن أرغنزينو على موقع روتن توميتوز (الإنجليزية)
- كارمن أرغنزينو على موقع ألو سيني (الفرنسية)
- كارمن أرغنزينو على موقع أول موفي (الإنجليزية)
- كارمن أرغنزينو على موقع قاعدة بيانات الأفلام السويدية (السويدية)
- كارمن أرغنزينو على موقع إن إن دي بي (الإنجليزية)
- كارمن أرغنزينو على موقع قاعدة بيانات الفيلم (الإنجليزية)
- كارمن أرغنزينو على موقع كينوبويسك (الروسية)